# جین پیل جونگ
جین پیل جونگ (انگلیسی: Jin Pil-jung؛ زادهٔ ۱۳ اکتبر ۱۹۷۲) بازیکن بیس‌بال اهل کره جنوبی است.